# Aaron (médecin d'Alexandrie)
Pour les articles homonymes, voir Aaron.
Aaron (ou Ahrun) est un médecin égyptien d'Alexandrie ayant vécu dans l'Antiquité tardive, auteur d'une grande anthologie médicale en trente volumes intitulée en grec Πανδέκτης ou Σύνταγμα, qui n'a pas été conservée dans son intégralité.
On sait très peu de choses de lui, sinon qu'il était chrétien, et prêtre de l'Église copte. Son nom sémitique fait penser qu'il était d'origine syrienne. L'époque exacte où il a vécu a fait l'objet de conjectures diverses suivant les spécialistes : Bar-Hebraeus (XIIIe siècle) déclare que son ouvrage fut traduit du grec en syriaque (sous le titre Kunnash) par un certain « Gosios », qu'on a identifié à Gésios de Pétra, un médecin qui vivait sous le règne de l'empereur Zénon (fin du Ve siècle), et par Serge de Reshaina (mort en 536) ; mais selon Samir Khalil Samir, un texte du poète al-Hakam ibn 'Abdal, daté de l'année 720/21, atteste qu'Aaron vivait encore au début du VIIIe siècle, ce qui fait de lui le dernier médecin connu de l'école d'Alexandrie (avec Paul d'Égine, autre médecin grec à la carrière postérieure à la conquête musulmane).
Selon les historiens musulmans de la médecine Ibn Juljul (Xe siècle) et Ibn Abi Usaybi'a (XIIIe siècle), le Kunnash d'Aaron fut le premier ouvrage médical grec traduit en arabe, soit sur la commande du calife de Damas ʿUmar II (717-720), soit plutôt, selon le premier, sur celle de son grand-père Marwān Ier (684-685). Cette traduction, faite à partir du syriaque, est attribuée à un certain Masarjawaih, parfois appelé Masarjis, présenté comme un médecin juif de Bassora. Cette histoire, toutefois, est très embrouillée et incertaine : le nom « Masarjawaih » paraît plus persan qu'hébreu, et pourquoi une traduction à partir du syriaque par un Juif de Bassora, alors qu'à l'époque les lettrés chrétiens de Syrie (notamment melkites) connaissaient très bien le grec ?
Le Kunnash (mot syriaque conservé en arabe) était très connu des médecins du monde arabo-musulman au Moyen Âge : Ibn al Qifti l'appelle « la meilleure des anthologies médicales anciennes ». Une centaine d'extraits peuvent être relevés dans la Somme médicale (le Liber continens) de Rhazès, et on en trouve aussi chez de nombreux autres auteurs médicaux. Un long passage de la version arabe est également conservé, sous le titre Kitab al-Adwiyah al-Qatilah (Livre des médicaments mortels), dans un manuscrit du musée de Bagdad.
Aaron est entre autres connu comme le plus ancien auteur médical qui parle de la variole. Il la dit originaire d'Égypte.